# Kazarka rajska
Kazarka rajska (Tadorna variegata) – gatunek dużego ptaka z rodziny kaczkowatych (Anatidae). Jej naturalny teren zamieszkania to Nowa Zelandia, której jest endemitem i gdzie można ją spotkać w stanie dzikim, ale coraz częściej można ją zobaczyć w amatorskich hodowlach. Nie wyróżnia się podgatunków.

## Morfologia
Długość ciała 65–70 cm, masa ciała do ponad 2 kg. Samiec jest ciemny, z białym paskiem na skrzydle, samica jest nieco jaśniejsza i ma białą głowę.

## Ekologia
ŚrodowiskoBrzegi jezior, rzek, strumieni i innych zbiorników wodnych.
PokarmW naturze rośliny, plankton, a także larwy owadów.
Gniazdo i jajaGniazdo jest umieszczone w dziupli na drzewie, nawet 10 m nad ziemią. Samica znosi 5–15 kremowych jaj, które wysiaduje przez 30–35 dni. W czasie wysiadywania samiec pilnuje gniazda. Te ptaki są bardzo terytorialne i w obronie własnych jaj i gniazda potrafią zaatakować nawet łabędzia.

## Status
IUCN uznaje kazarkę rajską za gatunek najmniejszej troski (LC, Least Concern) nieprzerwanie od 1988 roku. Trend liczebności populacji uznawany jest za stabilny.